# Pinga (Fußballspieler, 1924)
Pinga, eigentlich José Lázaro Robles, (* 11. Februar 1924 in São Paulo; † 7. Mai 1996 ebenda) war ein brasilianischer Fußballspieler, der als Stürmer spielte.

## Laufbahn
Pinga begann seine Profikarriere 1943 beim CA Juventus in São Paulo. 1945 wechselte er zu Portuguesa. Er spielte dort bis 1952 und erzielte 190 Tore, 1950 war er mit 22 Treffern Torschützenkönig der Campeonato Paulista, der Meisterschaft von São Paulo. Von 1952 bis 1962 war er bei CR Vasco da Gama unter Vertrag, wo er zweimal die Staatsmeisterschaft von Rio de Janeiro (Campeonato Carioca) gewann (1956 und 1958). Mit 250 Toren in 466 Spielen ist er einer der erfolgreichsten Torschützen von Vasco. Von 1962 bis 1964 ließ er seine Karriere bei Portuguesa ausklingen.

## Nationalmannschaft
Für die brasilianische Fußballnationalmannschaft war Pinga unter anderem bei der Fußball-Weltmeisterschaft 1954 und der Copa América 1953 im Einsatz.

## Vereine
- CA Juventus, 1943–1944
- Portuguesa, 1945–1952
- CR Vasco da Gama, 1953–1962
- CA Juventus, 1962–1964

## Erfolge
Portuguesa
- Torneio Rio-São Paulo: 1952

Vasco da Gama
- Staatsmeisterschaft von Rio de Janeiro: 1956, 1958
- Torneio Rio-São Paulo: 1958

## Auszeichnungen
Portuguesa
- Torschützenkönig Staatsmeisterschaft von Rio de Janeiro: 1950 (22 Tore)
- Torschützenkönig Torneio Rio-São Paulo: 1952 (11 Tore)

| Personendaten    | Personendaten                  |
| ---------------- | ------------------------------ |
| NAME             | Pinga                          |
| ALTERNATIVNAMEN  | Robles, José Lázaro            |
| KURZBESCHREIBUNG | brasilianischer Fußballspieler |
| GEBURTSDATUM     | 11. Februar 1924               |
| GEBURTSORT       | São Paulo, Brasilien           |
| STERBEDATUM      | 7. Mai 1996                    |
| STERBEORT        | São Paulo, Brasilien           |